# Goirle
Goirle é um município e uma cidade localizado no sul dos Países Baixos, na província de Brabante do Norte, também incluindo as povoações de Breehees e Riel.
Sua extensão territorial é de 42,24 km², das quais 42.04 km² representam terra sólida e 0.20 km², água. Sua população é de 22.041 habitantes, em uma densidade populacional de 524/km² (segundo estimativas de 01 de Janeiro de 2007).
Parte da zona suburbana do município de Tilburg partilha, com Goirle, o seu código de área telefônico e o seu sistema de transporte público.
No que tange à cultura, Goirle é a cidade-natal da cantora lírica, multi-instrumentista, compositora e letrista de renome internacional Floor Jansen, vocalista da banda de symphonic metal finlandesa Nightwish.